# 春城晚报
《春城晚报》创刊于1980年1月1日，是由云南日报创办的晚刊。《春城晚报》是改革开放后全国创办的第一张晚报。

## 历史
2003年5月21日，刘祖武出任总编辑，推行改革，在队伍年轻化和内容本土化上进行改革。
2005年3月，《春城晚报》进行过较大的一次改版。
2011年12月29日，创建开屏新闻网。
2018年1月1日起，春城晚报由周七刊变更为周六刊。
2018年，报纸入选2017年全国百强报纸推荐名单。